# Déjà Vu (canção de Giorgio Moroder)
"Déjà Vu" é uma canção do DJ e produtor italiano Giorgio Moroder, com participação da cantora australiana Sia. A canção é o segundo single do álbum de Moroder, lançada no dia 17 de abril de 2015 em download digital, via iTunes.

## Videoclipe
Dirigido por Alexandra Dahlström, no vídeo da música, um jovem (interpretado por Drew Lipson) que visita um hotel e repetidamente encontra várias sósias de Sia. Um teaser para o vídeo foi lançado no dia 30 de abril de 2015, e o vídeo completo foi lançado no dia 05 de maio de 2015. 